# Dürrröhrsdorf-Dittersbach
Dürrröhrsdorf-Dittersbach is een gemeente en plaats in de Duitse deelstaat Saksen, en maakt deel uit van het district Sächsische Schweiz-Osterzgebirge.
Dürrröhrsdorf-Dittersbach telt 4.269 inwoners.
Dürrröhrsdorf-Dittersbach bestaat uit de volgende dorpen:
- Dobra 330 inwoners
- Dürrröhrsdorf-Dittersbach 2300 inwoners
- Elbersdorf 370 inwoners
- Porchendorf 480 inwoners
- Stürza 420 inwoners
- Wilschdorf 715 inwoners
- Wünschendorf 360 inwoners

Altenberg ·
Bad Gottleuba-Berggießhübel ·
Bad Schandau ·
Bahretal ·
Bannewitz ·
Dippoldiswalde ·
Dohma ·
Dohna ·
Dorfhain ·
Dürrröhrsdorf-Dittersbach ·
Freital ·
Glashütte ·
Gohrisch ·
Hartmannsdorf-Reichenau ·
Heidenau ·
Hermsdorf/Erzgeb. ·
Hohnstein ·
Klingenberg ·
Königstein ·
Kreischa ·
Liebstadt ·
Lohmen ·
Müglitztal ·
Neustadt in Sachsen ·
Pirna ·
Porschdorf ·
Rabenau ·
Rathen ·
Rathmannsdorf ·
Reinhardtsdorf-Schöna ·
Rosenthal-Bielatal ·
Sebnitz ·
Stadt Wehlen ·
Stolpen ·
Struppen ·
Tharandt ·
Wilsdruff